# Mychajło Panikacha
Mychajło Owier'janowycz Panikacha, Michaił Awierjanowicz Panikacha (ukr. Михайло Овер'янович Панікаха, ros. Михаил Аверьянович Паникаха, ur. 1914 we wsi Mogilew obecnie w rejonie caryczańskim w obwodzie dniepropetrowskim, zm. 2 października 1942 w Stalingradzie) – radziecki żołnierz, czerwonoarmista, odznaczony pośmiertnie tytułem Bohatera Związku Radzieckiego (1990).

## Życiorys
Urodził się w ukraińskiej rodzinie chłopskiej. Miał wykształcenie podstawowe, pracował w kołchozie, od 1939 służył w Armii Czerwonej. Od marca 1942 uczestniczył w wojnie z Niemcami, był zastępcą dowódcy drużyny 1 kompanii 883 pułku piechoty 193 Dywizji Piechoty 62 Armii Frontu Stalingradzkiego. W nocy na 28 września 1942 brał udział w przeprawianiu się na prawy brzeg Wołgi, następnie w obronie Stalingradu. Podczas odpierania niemieckich ataków 2 października 1942 ruszył na czołg wroga z granatami i butelkami z benzyną. Gdy jedna z butelek została rozbita przez fragment wrogiego pocisku, a jego ubrania zapaliły się, Panikacha podbiegł do czołgu wroga, podpalił ją na pancerzu, niszcząc czołg i samemu przy tym ginąc. Był odznaczony Orderem Wojny Ojczyźnianej I klasy. W listopadzie 1942 został przedstawiony do pośmiertnego odznaczenia tytułem Bohatera Związku Radzieckiego, jednak decyzję o przyznaniu mu tego tytułu podjął dopiero 5 maja 1990 prezydent ZSRR Michaił Gorbaczow.